# Spara o muori
Spara o muori è un romanzo del 2007 di Charlie Higson.
Si tratta del terzo capitolo della saga del giovane studente James Bond.

## Trama
Una strana lettera raggiunge Pritpal Nandra, il giovane studente di Eton che guida il club degli appassionati di cruciverba. Il professore Fairburn annuncia le sue dimissioni ma il ragazzo scopre che si tratta di un messaggio cifrato e si confida con gli amici James Bond e Perry Mandeville. Gli indizi portano a pensare ad un rapimento e i tre decidono di seguirli.

Nel frattempo un uomo che si spaccia come professor Ivar Peterson, amico di Fairburn, partecipa ad una serata del club dei cruciverba. James Bond capisce che non si tratta di lui bensì di qualcuno interessato al messaggio cifrato. Nella notte due uomini cercano di rubare la lettera causando un incendio.
In seguito all'incidente, Eton è chiuso e Perry e Bond si recano a Cambridge per cercare Peterson. Dopo aver conosciuto nientepopodimeno che Alan Turing, Bond scopre che Peterson è stato assassinato da due uomini, uno dei quali con il volto da teschio. I due lo inseguono in macchina. Bond distrugge la Bamford & Martin che lo zio gli aveva regalato prima di morire.
Bond scopre che i due si chiamano Wolfgang e Ludwig Smith e scappa a Londra. In città, decide di proseguire le indagini con Perry, recandosi a casa di John Carnage di cui aveva visto una foto assieme a Fairburn nello studio di Peterson. Scopre che si tratta dell'uomo che si era recato al Club dei Cruciverba. L'uomo è in combutta con i fratelli Smith e cerca di uccidere Bond e Perry che riescono a scappare.
Bond segue gli indizi della lettera fin in un cimitero ed in una bisca clandestina dove i fratelli Smith lo imprigionano e Carnage lo tortura, costringendolo ad ingoiare bicchieri d'alcool. Ubriaco fradicio i fratelli Smith hanno il compito di gettarlo nelle acque del porto ma il ragazzo riesce a salvarsi miracolosamente. 
Si risveglia nel cortile dell'amico Red Kelly, dove conosce Kelly Kelly l'intraprendente sorella che inizialmente cerca di picchiarlo.
I tre scoprono che Carnage potrebbe trovarsi su una barca in partenza per la Russia. Sulla barca scoprono che Fairburn è stato costretto a costruire un'enorme macchina di calcolo per il colonnello Irina Sedova, agente dell'OGPU. Bond libera Fairburn. Il colonnello Sedova, delusa, fa uccidere Carnage dai fratelli Smith.
James Bond decide di tornare indietro per distruggere la macchina. Ci riesce e deve assassinare i due fratelli Smith. Sta per essere ucciso dal colonnello Sedova che lo grazia all'ultimo momento. Bond è infine salvato da Kelly Kelly, Red e Perry. Scopre che un malvivente che aveva aiutato a vincere nella bisca, gli ha lasciato molti soldi che userà per acquistare una vecchia Bentley

### Personaggi principali
- Pritpal Nandra: studente ad Eton, esperto di cruciverba.
- James Bond: studente ad Eton.
- Perry Mandeville: studente ad Eton.
- prof. Alexis Fairburn: professore di Matematica.
- prof. Ivar Peterson: insegnante a Cambridge.
- Wolfgang e Ludwig Smith: killer.
- John Carnage: Cavaliere del Regno.
- Red Kelly: amico di James Bond, già conosciuto in Silverfin. Missione segreta.
- Kelly Kelly: sorella di Red.
- colonnello Irina Sedova, agente dell'OGPU.

## Edizioni
- Charlie Higson, Double or Die, traduzione di Raffaella Brignardello, collana Junior Giallo, Arnoldo Mondadori Editore, 2007,  p. 433.